# Ligne de Cegléd à Szeged
La Ligne de Cegléd à Szeged ou ligne 140 est une ligne de chemin de fer de Hongrie. Elle relie Cegléd à Szeged.